# ميسارفيلطا
ميسارفيلطا (بالإنجليزية: Mesarfelta) كانت مدينة رومانية بربرية في موريتانيا القيصرية. تقع قرب بسكرة الحالية بالجزائر.